# زاهی حواس

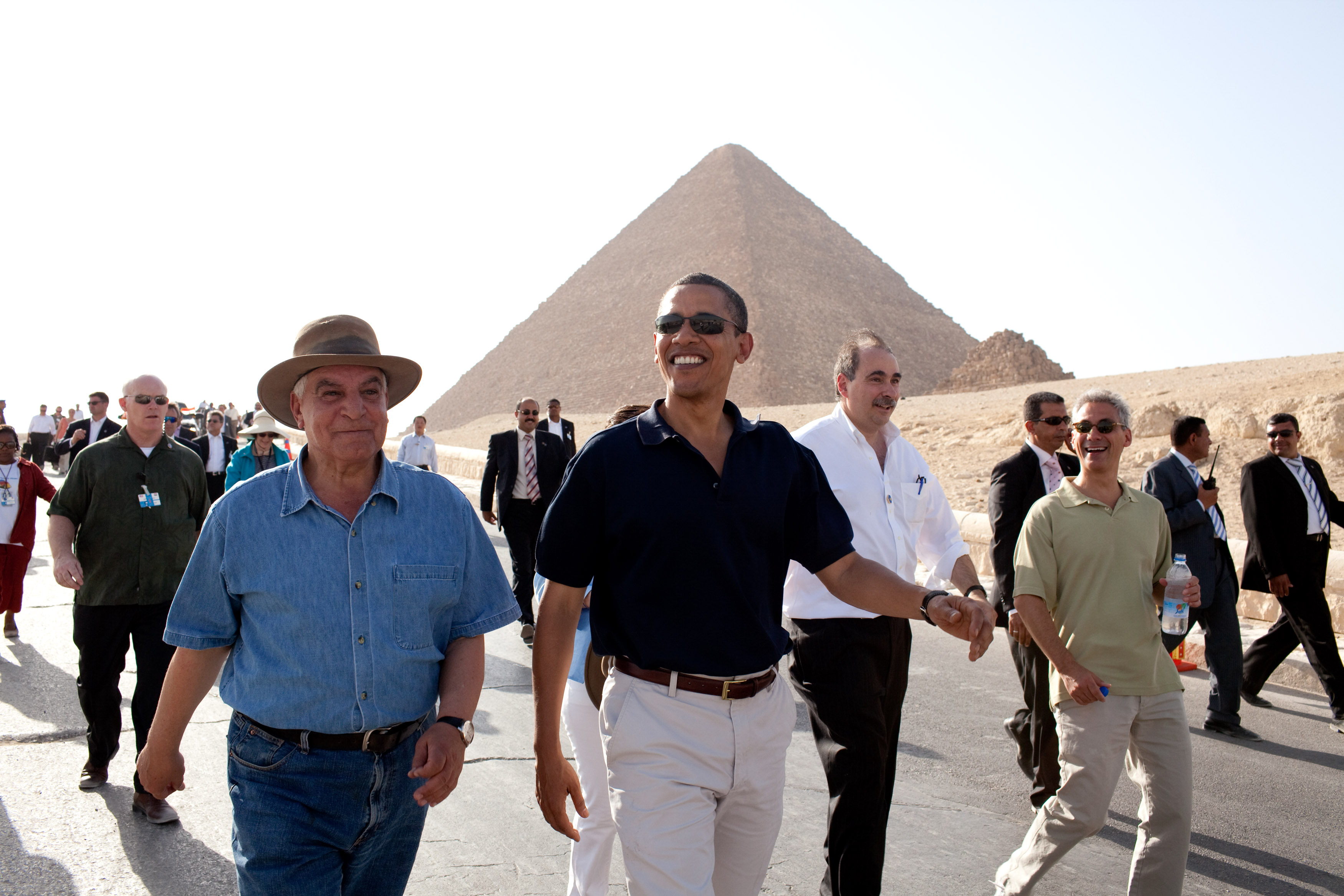
زاهی حواس، مدیر میراث‌فرهنگی مصر، رئیس‌جمهور اوباما را در بازدید از اهرام و ابوالهول راهنمایی می‌کند.

زاهی حواس (زاده ۲۸ مه ۱۹۴۷) باستان‌شناس و مصرشناس مصری و وزیر کنونی باستان‌شناسی مصر است. او پیش از این دبیرکل شورای عالی آثار باستانی مصر بود. او دانش‌آموخته دانشکده هنر از دانشگاه اسکندریه است.
حواس تاکنون در سایت‌های باستان‌شناسی زیادی از قبیل دلتای نیل، صحرای غربی و دره نیل بالا مشغول به کار بوده و اکتشافات مهمی را سرپرستی کرده‌است. او در برنامه‌های مختلف تلویزیونی در شبکه‌های نشنال جئوگرافیک، هیستوری و دیسکاوری ظاهر شده‌است.